# Pallacanestro Biella 2011-2012
Questa voce raccoglie le informazioni riguardanti la Pallacanestro Biella nelle competizioni ufficiali della stagione 2011-2012.

## Stagione
La stagione 2011-2012 della Pallacanestro Biella, sponsorizzata Angelico è l'11ª nel massimo campionato italiano di pallacanestro.
Per la composizione del roster si decise di cambiare formula, passando a quella con 6 giocatori stranieri di cui massimo 2 non appartenenti a Paesi appartenenti alla FIBA Europe.

## Roster
| Giocatori |
| --------- |

|    | Naz.                   | Ruolo | Sportivo             | Anno | Alt. | Peso |  |
| -- | ---------------------- | ----- | -------------------- | ---- | ---- | ---- |  |
| 4  | Slovenia (bandiera)    | AC    | Goran Jurak          | 1977 | 203  | 112  |  |
| 5  | Italia (bandiera)      | GA    | Nicola Minessi       | 1974 | 195  | 89   |  |
| 6  | Stati Uniti (bandiera) | G     | Aubrey Coleman       | 1987 | 193  | 90   |  |
| 7  | Italia (bandiera)      | A     | Matteo Soragna       | 1975 | 198  | 100  |  |
| 8  | Stati Uniti (bandiera) | P     | Jacob Pullen         | 1989 | 182  | 85   |  |
| 9  | Italia (bandiera)      | PG    | Marco Laganà         | 1993 | 195  | 80   |  |
| 10 | Spagna (bandiera)      | C     | Albert Miralles      | 1982 | 208  | 108  |  |
| 11 | Italia (bandiera)      | AP    | Eric Lombardi        | 1993 | 200  | 95   |  |
| 14 | Italia (bandiera)      | P     | Francesco Rossi      | 1993 | 185  |      |  |
| 15 | Grecia (bandiera)      | AC    | Linos Chrysikopoulos | 1992 | 205  | 95   |  |
| 16 | Svezia (bandiera)      | AC    | Will Magarity        | 1993 | 209  |      |  |
| 17 | Italia (bandiera)      | AC    | Stefano Stassi       | 1993 | 202  | 95   |  |
| 18 | Italia (bandiera)      | PG    | Massimo Chessa       | 1988 | 188  | 80   |  |
| 20 | Serbia (bandiera)      | AC    | Tadija Dragićević    | 1986 | 206  | 102  |  |
| 22 | Italia (bandiera)      | A     | Niccolò De Vico      | 1994 | 195  | 94   |  |
| -  | Italia (bandiera)      | G     | Roberto Fauda Pichet | 1993 | 186  |      |  |

| Staff tecnico                   |
| ------------------------------- |
| Allenatore: Massimo Cancellieri |
| Assistente: Federico Danna      |

| Giocatori ceduti a stagione in corso |
| ------------------------------------ |

|    | Naz.                                   | Ruolo | Sportivo                                   | Anno | Alt. | Peso |  |
| -- | -------------------------------------- | ----- | ------------------------------------------ | ---- | ---- | ---- |  |
| 45 | Brasile (bandiera) · Italia (bandiera) | AP    | Jonathan Tavernari fino al 19 gennaio 2012 | 1987 | 198  | 98   |  |

 Legabasket: Dettaglio statistico (archiviato dall'url originale il 13 giugno 2012)

## Mercato

### Sessione estiva
| Acquisti | Acquisti             | Acquisti       | Acquisti      | Acquisti |
| R.       | Nome                 | da             | Modalità      |          |
| -------- | -------------------- | -------------- | ------------- | -------- |
| P        | Jacob Pullen         | KSU Wildcats   | definitivo    |          |
| C        | Albert Miralles      | San Sebastián  | definitivo    |          |
| AC       | Linos Chrysikopoulos | Aris Salonicco | definitivo    |          |
| AC       | Tadija Dragićević    | Alba Berlino   | definitivo    |          |
| AP       | Jonathan Tavernari   | Pinheiros      | definitivo    |          |
| GA       | Tommaso Raspino      | Pall. Trieste  | fine prestito |          |

| Cessioni | Cessioni            | Cessioni           | Cessioni       |
| R.       | Nome                | a                  | Modalità       |
| -------- | ------------------- | ------------------ | -------------- |
| PG       | Édgar Sosa          | Sutor Montegranaro | fine contratto |
| G        | Riccardo Moraschini | Virtus Bologna     | fine prestito  |
| C        | Gino Cuccarolo      | Pall. Treviso      | fine prestito  |
| C        | Laurence Ekperigin  | Gran Canaria       | fine contratto |
| AG       | Marc Salyers        | Sagesse Beirut     | fine contratto |
| AP       | Jeff Viggiano       | Olimpia Milano     | fine contratto |
| GA       | Tommaso Raspino     | Fulgor Omegna      | prestito       |